# Funke Zentralredaktion
Die FUNKE Publishing GmbH (Eigenschreibweise: FUNKE Publishing) ist eine zentrale Einrichtung der Funke Mediengruppe, die ihre Regionalzeitungen „mit überregionalen Inhalten, Print und Digital, beliefern“ soll. Diese Redaktion ist gemeint, wenn es in einer Rundfunk- oder Zeitungsmeldung „wie XYZ den Zeitungen der Funke Mediengruppe sagte“ heißt.
Chefredakteur seit Einrichtung der Redaktion ist Jörg Quoos. Chefredakteur Digital war bis Mai 2018 Thomas Kloß und seit Juni 2018 ist es Carsten Erdmann. Der Sitz der Redaktion befindet sich im Gebäude „The Q“ in Berlin-Mitte.
Der Aufbau der Funke Zentralredaktion begann am 15. Februar 2015. Am 10. August 2015 wurde ein Probebetrieb aufgenommen. Ab dem 31. August sollte die Produktion starten. Zunächst wurden die zum 1. Mai 2014 von der Axel Springer SE übernommenen Tageszeitungen Berliner Morgenpost und Hamburger Abendblatt mit Artikeln versorgt, einen Monat später sollten auch die nordrhein-westfälischen Tageszeitungen mit Inhalten beliefert werden, die bisher zentrale Inhalte von einem zentralen Content Desk in Essen, dem Firmensitz der aus der WAZ-Mediengruppe hervorgegangenen Funke Mediengruppe, bezogen.
Die Berliner Morgenpost und das Hamburger Abendblatt wurden innerhalb des Springer-Konzerns durch eine gemeinsame Redaktion mit Die Welt in Berlin mit zentralen Inhalten versorgt, was nach dem Übergang der beiden Zeitungen zur Funke Mediengruppe zunächst noch fortgesetzt wurde. Der Content-Liefervertrag wurde zum 30. April 2015 gekündigt, was seitdem durch die Funke Zentralredaktion Berlin ausgeglichen wurde.
Die Braunschweiger Zeitung sowie die Tageszeitungen der Funke Mediengruppe in Thüringen (Thüringer Allgemeine, Ostthüringer Zeitung und Thüringische Landeszeitung) werden seit dem Frühjahr 2016 ebenfalls von der Berliner Zentralredaktion mit Inhalten versorgt.
Im Februar 2019 kündigte die Funke Mediengruppe den Abbau von 22 der 94 Arbeitsplätze in der Zentralredaktion an. Die Rechercheredaktion sollte aufgelöst werden und deren Mitarbeiter in die verkleinerten Ressorts Politik und Wirtschaft wechseln.
Im Dezember 2023, wurde der Firmenname FUNKE Zentralredaktion GmbH in FUNKE Publishing GmbH geändert.